# Bürgermeisterwahl in Istanbul 2019
Die Bürgermeisterwahl in Istanbul 2019 fand, wie auch vergleichbare Wahlen in allen anderen Städten der Türkei, am 31. März 2019 statt, wurde jedoch durch eine Entscheidung des Hohen Wahlausschusses (YSK) annulliert und am 23. Juni 2019 wiederholt. Unter anderem traten die beiden Kandidaten mit den meisten Stimmen im annullierten Wahlgang, Ekrem İmamoğlu (CHP) und Binali Yıldırım (AKP), wieder an. Die Wahlwiederholung gewann İmamoğlu bei einer Wahlbeteiligung von mehr 84 Prozent mit mehr als 800.000 Stimmen Vorsprung. Der türkische Präsident Recep Tayyip Erdoğan hat İmamoğlu zu seiner Wahl gratuliert.

## Annullierte Wahl

### Hintergrund
Wie in den meisten anderen Großstädten war auch in Istanbul erwartet worden, dass die Wahl zwischen der CHP und der AKP entschieden würde. Während die AKP den ehemaligen Ministerpräsidenten Binali Yıldırım ins Rennen schickte, wurde Ekrem İmamoğlu als CHP-Kandidat gewählt. Diese Entscheidung traf laut dem Parteivorsitzenden Kemal Kılıçdaroğlu auf einige innerparteiliche Bedenken, da İmamoğlu als Beylikdüzü-Bürgermeister den meisten Bewohnern Istanbuls nicht bekannt war (im Gegensatz zu seinem (Haupt-)Konkurrenten Yıldırım). Dieser Umstand änderte sich jedoch im Laufe des Wahlkampfs, wie Umfragen belegen.

### Wahlverlauf und Anfechtung
Die ersten Ergebnisse am Wahltag zeigten Yıldırım in Führung, was sich im Laufe des Abends jedoch immer mehr zugunsten des CHP-Kandidaten änderte, bis schließlich İmamoğlu am nächsten Tag in Führung ging und diese Führung (von etwa 24.000 Stimmen) auch behielt. Allerdings verkündeten Yıldırım und die AKP, als ihr Kandidat noch mit einigen Tausend stimmen vorne lag, den Wahlsieg. İmamoğlu erklärte wenig später, dass die Ergebnisse ihn in Führung zeigten und kritisierte gleichzeitig die staatliche Nachrichtenagentur Anadolu dafür, dass die Ergebnisse nicht mehr aktualisiert wurden, obwohl Stimmen weiterhin ausgezählt wurden. Die AKP kündigte bereits am darauffolgenden Tag an, Einsprüche gegen die Ergebnisse einzulegen. In fünf der 39 Stadtteile wurden daraufhin alle Stimmen neu ausgezählt, in den restlichen nur die ungültigen. Dieser Prozess dauerte bis zum 16. April 2019 an und endete damit, dass İmamoğlu am nächsten Tag seine Ernennungsurkunde erhielt.
Die AKP machte Gebrauch von ihrem Recht, eine sogenannte außerordentliche Klage bei der Hohen Wahlkommission einzubringen. Ein Vorwurf lautete, dass im Stadtteil Büyükçekmece 11.000 Wähler illegal registriert worden seien und Beamte, die den Wahlurnen zugeteilt worden waren, Teil der FETÖ seien, die von der herrschenden türkischen AKP-Regierung als "Terrororganisation" angesehen wird. Ein AKP-Vertreter des Hohen Wahlausschusses hingegen begründete die Annullierung damit, dass in manchen Wahllokalen regelwidrig Helfer eingesetzt gewesen seien, die nicht Bedienstete des Staates seien.
Schließlich gab der Hohe Wahlausschuss am 6. Mai 2019 bekannt, dass die Wahl erneut stattfinden müsse. Während die AKP diese Entscheidung begrüßte, sprach die Opposition von einer „Diktatur“. İmamoğlu erhielt daraufhin auch von vielen türkischen Prominenten Zuspruch. Der Leiter des Hohen Wahlausschusses (YSK), Sadi Güven, gab an, dass er keine Notwendigkeit für eine Annullierung der Wahl sah und deshalb dagegen gestimmt habe (die Entscheidung der YSK fiel mit sieben zu vier pro Wiederholung der Wahl aus).

### Umfragen
| Zeitraum/Datum               | Institut                     | AKP   | CHP   | Sonst. |
| ---------------------------- | ---------------------------- | ----- | ----- | ------ |
| Zeitraum/Datum               | Institut                     |       |       |        |
| 21. bis 27. März 2019        | ORC                          | 49,6  | 47,2  | 3,2    |
| 20. bis 27. März 2019        | Piar                         | 48,2  | 50,3  | 1,5    |
| 19. bis 22. März 2019        | Optimar                      | 49,7  | 48,8  | 1,5    |
| 9. bis 19. März 2019         | AREA                         | 48,0  | 50,3  | 1,7    |
| 10. bis 18. März 2019        | ADA                          | 48,4  | 49,2  | 2,4    |
| 16. bis 17. März 2019        | Gezici                       | 49,3  | 48,6  | 2,1    |
| 7. bis 12. März 2019         | Themis                       | 48,3  | 49,3  | 2,4    |
| 10. März 2019                | Avrasya                      | 48,5  | 50,1  | 1,4    |
| 26. Februar bis 4. März 2019 | ORC                          | 50,9  | 46,6  | 2,5    |
| 23. bis 24. Februar 2019     | Gezici                       | 52,1  | 46,6  | 1,3    |
| 9. bis 15. Februar 2019      | PollMark                     | 49,4  | 50,6  | -      |
| 30. März 2014                | Kommunalwahlen (in İstanbul) | 47,95 | 40,08 | 11,97  |

### Ergebnisse
| Partei | Partei                 | Kandidat               | Stimmen total | Stimmen % | Vergleich zu 2014 |
| ------ | ---------------------- | ---------------------- | ------------- | --------- | ----------------- |
|        | CHP                    | Ekrem İmamoğlu         | 4.169.765     | 48,8      | +8,7              |
|        | AKP                    | Binali Yıldırım        | 4.156.036     | 48,6      | +0,7              |
|        | SP                     | Necdet Gökçınar        | 103.364       | 1,2       | −0,2              |
|        | DSP                    | Muammer Aydın          | 30.884        | 0,4       | +0,3              |
|        | BTP                    | Selim Kotil            | 27.087        | 0,3       | +0,3              |
|        | DP                     | Ersan Gökgöz           | 22.268        | 0,3       | +0,2              |
|        | VP                     | Mustafa İlker Yücel    | 15.428        | 0,2       | ±0,0              |
|        | Unabhängige Kandidaten | Unabhängige Kandidaten | 14.657        | 0,2       | +0,2              |
|        | TKP                    | Zehra Güner Karaoğlu   | 10.349        | 0,1       | ±0,0              |

## Wiederholte Wahl

### Kandidaten
Zur Wahl am 23. Juni gaben die DSP, die TKP und einige unabhängige Kandidaten an, dass sie nicht erneut antreten werden, wobei die DSP keinen der Kandidaten im weiteren Verlauf unterstützen wird und die TKP die Wahlen boykottiert. Am 10. Juni gaben CHP und AKP in einer gemeinsamen Pressekonferenz bekannt, dass ihre Kandidaten an einer Debatte im Fernsehen teilnehmen werden, welche am 16. Juni stattfand und deren Übertragung allen Fernsehkanälen zur Verfügung gestellt wurde. Ein Fernsehduell von türkischen Politikern vor einer Wahl fand zuletzt 2002 (auch zwischen der CHP und der AKP) statt. Neben İmamoğlu und Yıldırım traten noch die Kandidaten der Saadet Partisi, der Vatan Partisi, sowie 17 unabhängige Kandidaten erneut an.

### Wahlbeobachter
Mehrere tausend Wahlbeobachter waren bei der Wahl anwesend. Die Beobachter des Europarates sprachen von einer Wahl, die „kompetent“ und in einer „geordneten Weise“ durchgeführt worden sei.

### Wahlausgang und Reaktionen
Für die islamisch-konservative AKP war es die schwerste Niederlage seit ihrer Gründung im August 2001. Die Süddeutsche Zeitung bezeichnete das Ergebnis als ein "Erdbeben".

### Umfragen
| Zeitraum/Datum         | Institut                     | AKP   | CHP   | Sonst. |
| ---------------------- | ---------------------------- | ----- | ----- | ------ |
| Zeitraum/Datum         | Institut                     |       |       |        |
| 18. bis 20. Juni 2019  | PİAR                         | 47,6  | 51,5  | 0,9    |
| 18. bis 20. Juni 2019  | ORC                          | 49,8  | 49,4  | 0,8    |
| 17. bis 20. Juni 2019  | Avrasya                      | 46,3  | 53,0  | 0,7    |
| 17. bis 19. Juni 2019  | İEA                          | 47,0  | 52,1  | 0,9    |
| 18. Juni 2019          | Remres                       | 48,5  | 51,1  | 0,4    |
| 15. bis 16. Juni 2019  | KONDA                        | 45,0  | 54,0  | 1,0    |
| 15. Juni 2019          | Sonar                        | 46,7  | 52,3  | 0,9    |
| 15. Juni 2019          | ADA                          | 48,3  | 50,6  | 1,1    |
| 12. Juni 2019          | AREDA                        | 47,8  | 51,0  | 1,2    |
| 8. bis 12. Juni 2019   | Themis                       | 45,7  | 53,4  | 0,9    |
| 15. bis 20. Mai 2019   | MAK                          | 48,2  | 50,3  | 1,5    |
| 21. bis 22. April 2019 | Konsensus                    | 48,1  | 50,2  | 1,7    |
| 31. März 2014          | Kommunalwahlen (in İstanbul) | 47,95 | 40,08 | 11,97  |

### Ergebnisse
| Partei | Partei                 | Kandidat               | Stimmen total | Stimmen % | Vergleich zu 2014 | Vergleich zur annullierten Wahl |
| ------ | ---------------------- | ---------------------- | ------------- | --------- | ----------------- | ------------------------------- |
|        | CHP                    | Ekrem İmamoğlu         | 4.741.870     | 54,21     | +14,13            | +5,44                           |
|        | AKP                    | Binali Yıldırım        | 3,935,444     | 44,99     | −2,96             | −3,62                           |
|        | SP                     | Necdet Gökçınar        | 47,829        | 0,55      | −0,89             | −0,66                           |
|        | VP                     | Mustafa İlker Yücel    | 14,545        | 0,17      | ±0,0              | −0,01                           |
|        | Unabhängige Kandidaten | Unabhängige Kandidaten | 6,770         | 0,08      | +0,08             | −0,12                           |